# Lâm San
Lâm San là một xã thuộc huyện Cẩm Mỹ, tỉnh Đồng Nai, Việt Nam.
Xã Lâm San bcó diện tích 32,65 km², dân số năm 2014 là 9.024 người, mật độ dân số đạt 276 người/km².

## Hành chính
Xã Lâm San được chia thành 6 ấp: 1, 2, 3, 4, 5, 6.